# Віджей
Віджей (англ. VJ від video jockey — відео-жокей) — людина, що створює відеомікси шляхом монтажу коротких відеофрагментів в реальному часі.
Віджей — це майстер, так званого нелінійного відеомонтажу. Подібно до того як діджей змішує музику з вінілу і CD, віджей виводить в потрібний момент часу на великий екран, в нічному клубі, заздалегідь заготовлені відеофрагменти. Це можуть бути зняті ним самим матеріали, зроблені матеріали в різних графічних програмах, відеоарт, шматки художніх та документальних фільмів, старі фотографії, цифрова графіка, текстури. Все це Віджей в реальному часі обробляє відеоефектами. Разом з DJ, VJ створює ту саму, неповторну, аудіовізуальну атмосферу. В результаті імпровізації віджея виходить оригінальний твір — ексклюзивний відеомікс. Віджей повинен добре відчувати музику, володіти художнім смаком і при цьому вміти представляти музику, що звучить у вигляді візуальних образів. Тому іноді віджеїв називають «візуалайзерами».

## Історія
Назву «віджей» придумали на MTV у 1980 році, взявши за основу назву «діджей». Спочатку віджеї сприймалися як телевізійні діджеї, що проводили свою роботу на каналах з музикою. Ця професія була дуже схожа на радіо DJ. Щоправда, віджея, своєю чергою, сприймали візуально. До того ж телевізійний ефір від віджея не мав ніякої залежності — плейлист створювався заздалегідь і «шоу» проходило за чітко злагодженим розкладом.
Пізніше з'явилися так звані «клубні віджеї», які під музику, в реальному часі, змішують відео-ряд. Роботу цих людей можна побачити в клубах на плазмових телевізорах з неординарними відео на них. Робота такого віджея будується суто на імпровізації.
Є ще один тип віджея — відео-художник, який займається складанням за допомогою певного інструментарію, красивого і повного художнього твору. Одним з найяскравіших представників відео-художників є Пітер Гріневей, так само він успішний кінорежисер.
У сучасному світі віджеї потрібні у багатьох проєктах, це не тільки артсередовище, вони дуже популярні на відомих телевізійних каналах планети. Робота віджея сильно знижує бюджет на підготовку телемовлення. Сьогодні техніка легко допомагає втілити персональне, авторське бачення людини і передати в яскравих емоційних барвах сюжет глядачеві. Тепер це не просто шоу, — це мистецтво. Продукцію віджеїв ставлять в один ряд з кінотворами, такі роботи присутні навіть на Каннському кінофестивалі.